# Bóng đá tại Thế vận hội Mùa hè 2008
Môn bóng đá tại Thế vận hội Mùa hè 2008 diễn ra tại Bắc Kinh và một số thành phố khác của Trung Quốc từ ngày 6 đến ngày 23 tháng 8 năm 2008. Các hiệp hội liên kết với FIFA đã được mời để cử các đội tuyển quốc gia nữ và đội tuyển U-23 nam tham gia. Các đội tuyển nam được phép bổ sung ba cầu thủ trên 23 tuổi.
Với môn này, nam thi đấu theo giải đấu gồm 16 đội và nữ thi đấu trong giải đấu 12 đội. Các trận đấu đầu tiên bắt đầu hai ngày trước Lễ khai mạc Đại hội vào ngày 8 tháng 8.

## Địa điểm
| Sân vận động Quốc gia Bắc Kinh     | Sân vận động Thượng Hải                  |
| Sức chứa: 91.000                   | Sức chứa: 56.842                         |
|                                    |                                          |
| Bắc Kinh                           | Thẩm Dương                               |
| Sân vận động Công nhân             | Sân vận động Olympic Thẩm Dương          |
| Sức chứa: 66.161                   | Sức chứa: 60.000                         |
|                                    |                                          |
| Tần Hoàng Đảo                      | Thiên Tân                                |
| Sân vận động Olympic Tần Hoàng Đảo | Sân vận động Trung tâm Olympic Thiên Tân |
| Sức chứa: 33.000                   | Sức chứa: 54.696                         |
|                                    |                                          |

## Kết quả

### Nam
| Vàng | Bạc | Đồng |
| Argentina | Nigeria | Brasil |
| Oscar Ustari Ezequiel Garay Luciano Fabián Monzón Pablo Zabaleta Fernando Gago Federico Fazio José Ernesto Sosa Éver Banega Ezequiel Lavezzi Juan Román Riquelme Ángel Di María Nicolás Pareja Lautaro Acosta Javier Mascherano Lionel Messi Sergio Agüero Diego Buonanotte Sergio Romero Nicolas Navarro Huấn luyện viên trưởng: Sergio Batista | Ambruse Vanzekin Chibuzor Okonkwo Onyekachi Apam Dele Adeleye Monday James Chinedu Obasi Sani Kaita Victor Nsofor Obinna Promise Isaac Solomon Okoronkwo Oluwafemi Ajilore Olubayo Adefemi Peter Odemwingie Efe Ambrose Victor Anichebe Emmanuel Ekpo Ikechukwu Ezenwa Oladapo Olufemi Huấn luyện viên trưởng: Samson Siasia | Diego Alves Renan Rafinha Alex Silva Thiago Silva Marcelo Ilsinho Breno Hernanes Anderson Lucas Ronaldinho Ramires Diego Thiago Neves Alexandre Pato Rafael Sóbis Jô Huấn luyện viên trưởng: Dunga |

### Nữ
| Vàng | Bạc | Đồng |
| Hoa Kỳ | Brasil | Đức |
| Hope Solo Heather Mitts Christie Rampone Rachel Buehler Lindsay Tarpley Natasha Kai Shannon Boxx Amy Rodriguez Heather O'Reilly Aly Wagner Carli Lloyd Lauren Cheney Tobin Heath Stephanie Cox Kate Markgraf Angela Hucles Lori Chalupny Nicole Barnhart Huấn luyện viên trưởng: Pia Sundhage | Andréia Simone Andréia Rosa Tânia Renata Costa Maycon Daniela Formiga Ester Marta Cristiane Bárbara Francielle Pretinha Fabiana Érika Maurine Rosana Huấn luyện viên trưởng: Jorge Luiz Barcellos | Nadine Angerer Kerstin Stegemann Saskia Bartusiak Babett Peter Annike Krahn Linda Bresonik Melanie Behringer Sandra Smisek Birgit Prinz Renate Lingor Anja Mittag Ursula Holl Célia Okoyino da Mbabi Simone Laudehr Fatmire Bajramaj Conny Pohlers Ariane Hingst Kerstin Garefrekes Huấn luyện viên trưởng: Silvia Neid |